# Automolis lutea
Automolis lutea är en fjärilsart som beskrevs av Holland 1893. Automolis lutea ingår i släktet Automolis och familjen björnspinnare. Inga underarter finns listade i Catalogue of Life.